# Hiram Bingham I
Hiram Bingham, född den 30 oktober 1789, död den  11 november 1869, var en amerikansk missionär. Han var far till Hiram Bingham II.
Bingham trädde 1819 i tjänst hos missionssällskapet American Board och var en av grundarna av dess mission på Sandwichöarna. Bingham, som bland annat var verksam som bibelöversättare, återvände 1841 till hemlandet.